# Tuffi ai Giochi della XIV Olimpiade - Trampolino femminile
La competizione del trampolino femminile  di tuffi ai Giochi della XIV Olimpiade si è svolta nei giorni 2 e 3 agosto 1948 alla Empire Pool a Londra.

## Risultati
8 tuffi, 4 obbligatori e 4 liberi dal trampolino di 3 metri.
| Pos.    | Atleta                       | Nazione       | Obbligatori | Liberi | Totale |
| ------- | ---------------------------- | ------------- | ----------- | ------ | ------ |
| Oro     | Victoria Manalo Draves       | Stati Uniti   | 48,61       | 60,13  | 108,74 |
| Argento | Zoe Ann Olsen-Jensen         | Stati Uniti   | 47,51       | 60,72  | 108,23 |
| Bronzo  | Patricia Elsener             | Stati Uniti   | 46,13       | 55,17  | 101,30 |
| 4       | Nicole Péllissard-Darrigrand | Francia       | 44,44       | 55,94  | 100,38 |
| 5       | Gudrun Grömer                | Austria       | 43,53       | 49,77  | 93,30  |
| 6       | Edna Child                   | Gran Bretagna | 40,75       | 50,88  | 91,63  |
| 7       | Mady Moreau                  | Francia       | 41,76       | 47,67  | 89,43  |
| 8       | Kiki Heck                    | Paesi Bassi   | 39,09       | 48,52  | 87,61  |
| 9       | Birte Christoffersen-Hanson  | Danimarca     | 41,51       | 45,61  | 87,12  |
| 10      | Jeannette Aubert             | Francia       | 38,64       | 48,32  | 86,96  |
| 11      | Alma Staudinger              | Austria       | 39,45       | 47,48  | 86,93  |
| 12      | Cobie Floor                  | Paesi Bassi   | 37,51       | 45,63  | 83,14  |
| 13      | Esme Harris                  | Gran Bretagna | 34,13       | 39,97  | 74,10  |
| 14      | Kay Cuthbert                 | Gran Bretagna | 32,51       | 39,89  | 72,40  |
| 15      | Inger Nordbø                 | Norvegia      | 36,34       | 34,52  | 70,86  |
| 16      | Ibone Belausteguigoitia      | Messico       | 28,58       | 29,60  | 58,18  |
| -       | Irén Zságot                  | Ungheria      | Rit.        | Rit.   | Rit.   |